# Olszany (Potworów)
Olszany – część wsi Potworów w Polsce, położona w województwie mazowieckim, w powiecie przysuskim, w gminie Potworów. Wchodzi w skład sołectwa Potworów.
W latach 1975–1998 Olszany administracyjnie należały do województwa radomskiego.